# Star Trek Continues
Star Trek Continues este o producție distribuită prin internet și dezvoltată de fanii Star Trek, continuare a serialului Star Trek: Seria originală. Seria are 11 episoade și trei scurtmetraje. Seria a avut premiera pe 31 iulie 2012 și s-a terminat pe 13 noiembrie 2017.

## Personaje
Majoritatea actorilor din Star Trek Continues sunt necunoscuți în lumea cinematografică.

### Personaje principale
| Personaj                 | Actor                                         | Grad                | Funcția |
| ------------------------ | --------------------------------------------- | ------------------- | --- |
| James T. Kirk            | Vic Mignogna                                  | Căpitan             | Căpitan al navei spațiale USS Enterprise. |
| Spock                    | Todd Haberkorn                                | Comandor            | Ofițer științific și Secund, al doilea ofițer pe nava; este singurul membru al echipajului regular care nu este uman (este vulcanian); și este cel mai bun prieten al lui Kirk. |
| Leonard McCoy            | Larry Nemecek (ep. 1-2), Chuck Huber (ep 3-?) | Locotenent comandor | Ofițer medical principal și prieten mai proxim cu căpitanul după aceea de Spock (căpitanul îl dă porecla „Bones”).                                                              |
| Montgomery Scott         | Chris Doohan                                  | Locotenent comandor | Inginer Șef și al treilea ofițer (adesea căpitanul îl numește „Scotty”). |
| Nyota Uhura              | Kim Stinger                                   | Locotenent          | Ofițer Șef Comunicații și unică femeie oficială echipajul regular. |
| Hikaru Sulu              | Grant Imahara                                 | Locotenent comandor | Navigator |
| Pavel Chekov             | Wyatt Lenhart                                 | Aspirant            | Navigator |
| Doctoriță Elise McKennah | Michele Specht                                | Locotenentă         | Primă consilieră a Flotei Stelare într-o navă spațială. |
| William Drake            | Steven Dengler                                | Locotenent          | Șeful securității. |
| Palmer                   | Cat Roberts                                   | Aspirant            | Ofițer secundar. |
| Infirmiere Burke         | Liz Wagner                                    | Aspirant            | Infirmiere navei. |

### Actori invitați
| Actor                        | Personaj                    | Episod | Mai multă informație |
| ---------------------------- | --------------------------- | --- | --- |
| Marina Sirtis                | Voce calculatorului         | 1 (Pilgrim of Eternity), 4 (The White Iris), 7 (Embracing the Winds), 10 (To Boldly Go I) și 11 (To Boldly Go II)                                                               | Sirtis a interpretat-o pe Deanna Troi din Star Trek: Generația Următoare, Star Trek: Voyager (3 episoade), Star Trek: Enterprise (1 episod) și patru filme.                                                                                          |
| Michael Forest               | Apollo                      | 1 (Pilgrim of Eternity) | Forest l-a interpretat pe Apolo în episodul 33 (Who Mourns for Adonais?) din Star Trek: Seria originală. |
| Doug Drexler                 | Paladin                     | 1 (Pilgrim of Eternity) | Drexler este probabil mai bine cunoscut de munca lui ca artistă efectelor vizuali premiat în Star Trek, așa cum în Battlestar Galactica și Defiance. Drexler, de asemenea, contribuie în efectele vizuale din Star Trek Continues.                   |
| Lou Ferrigno                 | Zaminhon                    | 2 (Lolani) | El l-a interpretat pe Hulk în 1977. |
| Fiona Vroom                  | Lolani                      | 2 (Lolani) | O interpretează pe fata Orion. |
| Matthew Ewald                | Kenway                      | 2 (Lolani) | O interpretează pe un membru al echipajului navei Enterprise. |
| Daniel Logan                 | Sublocotenent Tongaroa      | 2 (Lolani) | L-a interpretat pe Boba Fett din Războiul stelelor - Episodul II: Atacul clonelor. |
| Erin Gray                    | Comodor Gray                | 2 (Lolani) și 7 (Embracing the Winds) | Îl interpretează pe comodor Gray. |
| Michael Dorn                 | Voce calculatorului         | 3 (Fairest Of Them All) | Dorn l-a interpretat pe locotenentul Worf din Star Trek: Generația Următoare, Star Trek: Deep Space Nine și patru filme. |
| Bobby Clark                  | Lider Consiliului Tharn     | 3 (Fairest Of Them All) | Clark l-a interpretat pe căpitanul Gorn în episodul 19 (Arena) din Star Trek: Seria originală, și l-a interpretat pe garda lui Chekov în episodul 39 (Mirror, Mirror) din Star Trek: Seria originală.                                                |
| Kipleigh Brown               | Smith                       | 3 (Fairest Of Them All), 4 (The White Iris), 6 (Come Not Between the Dragons), 8 (Still Treads the Shadow), 9 (What Ships Are For), 10 (To Boldly Go I) și 11 (To Boldly Go II) | Brown a apărut într-un episod din Star Trek: Enterprise. |
| Bobby Quinn Rice             | Membru al echipajului       | 3 (Fairest Of Them All) | Rice îl interpretează pe nepotul căpitanului Kirk, Peter Kirk, din Star Trek: Phase II; l-a interpretat pe locotenentul Ro Nevin în seria online Star Trek: Hidden Frontier; și apare în mai multe seriale făcute de fani distribuite prin Internet. |
| Asia De Marcos               | Marlena Moreau              | 3 (Fairest Of Them All) | Ea face rolul jucat anterior de Barbara Luna în episodul 39 (Mirror, Mirror) din Star Trek: Seria originală. |
| Colin Baker                  | Amphidamas                  | 4 (The White Iris) | Îl interpretează pe premierul planetei Calcis. |
| Adrienne Wilkinson           | Edith Keeler                | 4 (The White Iris) | O interpretează pe Edith Keeler (personajul pe care l-a interpretat inițial Joan Collins în episodul The City on the Edge of Forever din Star Trek: Seria originală.                                                                                 |
| Tiffany Brouwer              | Miramanee                   | 4 (The White Iris) | O interpretează pe Miramanee (fata amerindiană care a apărut în episodul The Paradise Syndrome din Star Trek: Seria originală. |
| Gabriela Fresquez            | Rayna                       | 4 (The White Iris) | O interpretează pe fata-android Rayna (care a apărut în episodul Requiem for Methuselah din Star Trek: Seria originală). |
| Nakia Burrise                | Nakia                       | 4 (The White Iris) | O interpretează pe Nakia, iubita lui Kirk din trecut care a murit. |
| Sarai Duenas                 | Copilă                      | 4 (The White Iris) | O interpretează pe fiica lui Miramanee. |
| Martin Bradford              | Doctor M'Benga              | 5 (Divided We Stand) și 10 (To Boldly Go I) | Îl interpretează pe doctorul M'Benga. |
| Scotty Whitehurst            | Billy                       | 5 (Divided We Stand) | Îl interpretează pe soldatul tânăr Billy. |
| Greg Dykstra                 | Dr. Heath                   | 5 (Divided We Stand) | Sculptorul cunoscut și animator pentru Pixar îl interpretează pe doctorul Heath. |
| Blaque Fowler                | Bărbat vechi                | 5 (Divided We Stand) | Îl interpretează pe soldatul veteran al episodului. |
| Gigi Edgley                  | Eliza Taylor                | 6 (Come Not Between the Dragons) | Actrița faimoasă a serialului „Război intergalactic” o interpretează pe Eliza Taylor. |
| Damian Beurer                | Usdi                        | 6 (Come Not Between the Dragons) | Creatura extraterestră care apare în acest episod. Dezvoltată și construită de Greg Dykstra. |
| Eugene "Rod" Roddenberry Jr. | Membru al echipajului       | 6 (Come Not Between the Dragons) | Fiul lui Gene Roddenberry face o apariție specială ca un membru al echipajului pe nava Enterprise. Nu apare în creditele episodului. |
| Clare Kramer                 | Diana L. Garrett            | 7 (Embracing the Winds) | Comandant destinată în portul spațial al Pământului și aspirant al postului de căpitanul navei USS Hood. |
| Beau Billingslea             | Stomm                       | 7 (Embracing the Winds) | Vice-amiralul vulcanian care aparține pe Comanda Spațială a Flotei Stelare. |
| John Champion                | Hadley                      | 7 (Embracing the Winds) | Ofițerul timonier al navei USS Enterprise. |
| Mary Czerwinski              | Follet                      | 7 (Embracing the Winds) | Omul de știință al navei USS Enterprise. |
| Kyle Hebert                  | Ambasador tellarit          | 7 (Embracing the Winds) | Ambasador din Tellar Prime. |
| Rekha Sharma                 | Avi Samara                  | 8 (Still Treads the Shadow) | O interpretează pe o ingineră specialistă în investigația de sisteme gravitaționale. Actrița este cunoscută de rolul său în 100, Vizitatorii, Battlestar Galactica și Smallville.                                                                    |
| John de Lancie               | Galisti                     | 9 (What Ships Are For) | L-a interpretat pe personajul recurent „Q” care apare în seralele Star Trek: Generația Următoare, Star Trek: Deep Space Nine și Star Trek: Voyager.                                                                                                  |
| Elizabeth Maxwell            | Sekara                      | 9 (What Ships Are For) | Experimentată actriță de dublaj și de televiziune. Remarcă muncile lui în jocurile video The Legend of Zelda: Breath of the Wild și Ghost in the Shell: Arise.                                                                                       |
| Lex Lang                     | Kestric                     | 9 (What Ships Are For) | Actor, muzician, producător și director de dublaj. A dublat personaje ca Han Solo, Batman, Dr. Moarte, Poe Dameron, Dr. Neo Cortex și mai multe. |
| Sandy Fox                    | Calliah                     | 9 (What Ships Are For) | Actriță de dublaj, cântătoare și productoare. Este vocea lui Betty Boop de la 1991. A dublat multe personaje în Familia Simpson, Futurama, Sailor Moon și multe alte producțiuni.                                                                    |
| Anne Lockhart                | Thaius                      | 9 (What Ships Are For) | Cunoscută de rolul său ca locotenentul Sheba în Battlestar Galactica (1978). |
| Mark Rolston                 | Amiral McGuinness           | 9 (What Ships Are For) | Actor cu multă experiență, cunoscut de muncile lui în Aliens, RoboCop 2, Dosarele X, Angel, Supernatural, Babylon 5 sau Armă mortală 2. |
| Jim Gleason                  | Tomiat                      | 9 (What Ships Are For) | Prolific actor care a dezvoltat aproape toată cariera sa interpretând personaje în seriale de televiziune de la anii 1990. |
| April Hebert                 | Amiral Thesp                | 10 (To Boldly Go I) | A interpretat multe personaje în „Star Trek: The Experience” în Las Vegas. |
| Cas Anvar                    | Sentek                      | 10 (To Boldly Go I) și 11 (To Boldly Go II) | Cunoscut de munca sa în The Expanse și The Strain. |
| Nicola Bryant                | Lana                        | 10 (To Boldly Go I) și 11 (To Boldly Go II) | Cunoscută de rolul său ca Peri Brown, una dintre tovarășele Doctorului în Doctor Who. |
| Amy Rydell                   | Comandant romulan Charvanek | 10 (To Boldly Go I) și 11 (To Boldly Go II) | Fiica lui Joanne Linville, actriță care a interpretat-o inițial pe comandorul romulan în episodul „The Enterprise Incident” din sezonul al III-lea al serialului original.                                                                           |
| Mark Meer                    | Tal                         | 10 (To Boldly Go I) și 11 (To Boldly Go II) | Actor și scenarist cunoscut de saga de jocuri video Mass Effect. |
| Andy Holt                    | Amiral Nogura               | 11 (To Boldly Go II) | Actor și asistent de direcție. |

## Episoade
| Nr. | Titlu                          | Dată stelară | Regia          | Scenariu                                                                                  | Premiera           |
| --- | ------------------------------ | ------------ | -------------- | ----------------------------------------------------------------------------------------- | ------------------ |
| 1 | „Pilgrim of Eternity”          | 6147.3       | Vic Mignogna   | Steve Frattarola & Jack Treviño (scenariu) Vic Mignogna & Jack Marshall (poveste)         | 24 mai 2013        |
| Un bolnav și mult mai în vârstă Apollo apare pe Enterprise, creând haos iar căpitanul Kirk trebuie să ia o decizie privind soarta lui.                                                                  |                                |              |                |                                                                                           |                    |
| 2 | „Lolani”                       | 6154.1       | Chris White    | Huston Huddleston and Paul Bianchi (scenariu) Vic Mignogna & Huston Huddleston (poveste)  | 8 februarie 2014   |
| Căpitanul Kirk și echipajul său sunt sfâșiați de dilemele morale care apar atunci când salvează un sclav Orion de pe o navă Tellarită aflată în dificultate.                                            |                                |              |                |                                                                                           |                    |
| 3 | „Fairest of Them All”          | Unknown      | James Kerwin   | James Kerwin & Vic Mignogna (scenariu) Vic Mignogna (poveste)                             | 15 iunie 2014      |
| În această continuare a episodului original "Mirror, Mirror", Spock îl confruntă pe Kirk pentru a stabili un curs mai liniștit al tulburatului Imperiu Terran.                                          |                                |              |                |                                                                                           |                    |
| 4 | „The White Iris”               | 6182.3       | James Kerwin   | James Kerwin & Chris White & Vic Mignogna (scenariu) Vic Mignogna & Chris White (poveste) | 29 mai 2015        |
| Kirk este confruntat de vinovăția din trecutul său cu Chalcis, o lume care dorește să se alăture Federației, și care se află în pericol ca urmare a unui atac cu rachetă de pe planeta sa soră Eretria. |                                |              |                |                                                                                           |                    |
| 5 | „Divided We Stand”             | 6202.1       | Vic Mignogna   | Marc Cushman & Susan Osborn (scenariu) Vic Mignogna (poveste)                             | 26 septembrie 2015 |
| Kirk și McCoy sunt prinși în istorie în timp ce Enterprise luptă împotriva unor intruși misterioși. |                                |              |                |                                                                                           |                    |
| 6 | „Come Not Between the Dragons” | 6257.4       | Julian Higgins | Greg Dykstra and James Kerwin & Vic Mignogna (scenariu) Greg Dykstra (poveste)            | 28 mai 2016        |
| O creatură străpunge carcasa navei Enterprise, lăsând echipajul în fața unui urmăritor care amenință să-i distrugă.                                                                                     |                                |              |                |                                                                                           |                    |
| 7 | „Embracing the Winds”          | 6295.3       | James Kerwin   | James Kerwin & Vic Mignogna (scenariu) James Kerwin (poveste)                             | 3 septembrie 2016  |
| Cei de pe Enterprise primesc misiunea de a salva o navă care și-a pierdut echipajul în împrejurări misterioase, în timp ce Kirk și Spock sunt chemați la o bază stelară pentru o întâlnire clasificată. |                                |              |                |                                                                                           |                    |
| 8 | „Still Treads the Shadow”      | 6563.4       | Julian Higgins | Judy Burns                                                                                | 2 aprilie 2017     |
| Enterprise descoperă o navă stelară pierdută la marginea unui portal interfazic cu un pasager puțin probabil. Kirk și un vechi prieten trebuie să salveze Enterprise.                                   |                                |              |                |                                                                                           |                    |
| 9 | „What Ships Are For”           | 6892.3       | Vic Mignogna   | Kipleigh Brown (scenariu) Vic Mignogna & James Kerwin & Kipleigh Brown (poveste)          | 30 iulie 2017      |
| Kirk trebuie să convingă o specie extraterestră iluminată să îmbrățișeze pe cei mai urâți adversari ai săi dintr-o lume complet lipsită de culoare.                                                     |                                |              |                |                                                                                           |                    |
| 10 | „To Boldly Go: Part I”         | 6988.4       | James Kerwin   | Robert J. Sawyer (scenariu) Vic Mignogna, James Kerwin & Robert J. Sawyer (poveste)       | 18 octombrie 2017  |
| Pentru a-și rezolva ultima enigmă, nava Enterprise trebuie să se întoarcă la locul unde s-a început misiunea de cinci ani a căpitanului Kirk.                                                           |                                |              |                |                                                                                           |                    |
| 11 | „To Boldly Go: Part II”        | 6995.1       | James Kerwin   | TBA                                                                                       | 13 noiembrie 2017  |
| Misiunea emblematică a navei USS Enterprise sfârșește în timp ce Kirk și echipajul său luptă împotriva ultimului lor adversar.                                                                          |                                |              |                |                                                                                           |                    |

## Scurtmetraje
- 1. Turnabout Intruder (31 iulie 2012)
- 2. You've Got the Conn (30 septembrie 2012)
- 3. Happy Birthday, Scott (30 noiembrie 2012)